# Kiener-Deponie
Die Kiener-Deponie – Oberösterreichs Altlast O2 – war eine 66.000 m³ große Deponie bei Aichkirchen und Bachmanning am Rand der Welser Heide, in der gefährlicher Sondermüll unsachgemäß abgelagert wurde. Sie wurde bis 2001 um 20 Millionen Euro saniert und war viele Jahre lang die größte und teuerste Altlastensanierung in Oberösterreich.

## Lage
Die Kiener-Deponie befand sich an der Bachmanninger Grenze im Gemeindegebiet Aichkirchen, zwischen Unterseling und Pisdorf.

## Betrieb der Deponie
Die genehmigte Deponie entstand in einer Ziegelgrube, die 1979 bis 1983 teilweise verfüllt wurde. Sie wurde vom Unternehmer Herbert Kiener (Kieba-Bau-GmbH, Atlas Immobilienverwaltungsgesellschaft m.b.H.) betrieben. Die Anlage war für Haus- und Sondermüll sowie für nicht erdölhältige Bentonitschlämme und Bohrklein genehmigt, wurde jedoch unsachgemäß verfüllt. Es wurden teilweise keine Maßnahmen zur Abdichtung der Sohle gesetzt.
1989 wurde wegen der vermuteten bescheidwidrigen Ablagerungen die Staatsanwaltschaft Wels eingeschaltet. eine massive Belastung des Grundwassers festgestellt und die Anlage 1991 in den Altlastenatlas des Umweltbundesamtes mit Prioritätenklasse II aufgenommen (Nummer O2). Sie galt damals als eine der gefährlichsten Altlasten Österreichs.
Am Standort gibt es eine weitere Altlast, die Schwermetallsilos, die schon früher durch Umlagerung saniert worden waren.

## Sanierung
Der Sanierungsbescheid an den Betreiber konnte nicht durchgesetzt werden, Zeitweise war auch im Gespräch, die Gründe zur Errichtung einer Landes-Sonderabfalldeponie abzulösen. Letztendlich wurde nach längeren Rechtsstreitigkeiten 1996 die Sanierung verfügt, und 2000 über den Betreiber Konkurs eröffnet. Daher musste die Deponie auf Kosten der Republik Österreich saniert werden. Durch Fördermittel konnte die Gemeinde Aichkirchen das Areal um rund 62.000 € (850.000 Schilling) erwerben, damit es nicht an die Gesellschafter der insolventen Firma fiel. Der Sanierungsauftrag wurde der A.S.A. Oberösterreich (heute FCC-Gruppe) erteilt.
1998 wurde mit den Arbeiten zur Sanierung begonnen, die teils schon wieder abgedeckte Deponie Februar 1999 bis Oktober 2000 geräumt, die Böden dekontaminiert und der Rückbau und die Rekultivierung der Flächen im Juni 2001 abgeschlossen. Beim Abbau wurden mehr als 2200 Fassreste geborgen, 20.000 t Abfälle abgebaut und etwa 7500 m³ Oberflächenwasser gereinigt. Die gesamten Sanierungskosten beliefen sich auf rund 19,58 Millionen € (270 Mio. S).
Es wurden massive Mineralöl-, CKW- und BTEX-Belastungen festgestellt, insbesondere Tri- und Dichlorethen, wie auch LHKW (Entfettungs- und Lösungsmittel). Ab 2002 sanken die LHKW-Konzentrationen, bereits 2008 lagen die Werte wieder im Bereich der zulässigen Grenzwerte. Die CKW-Belastung ist weiterhin sehr hoch, ist aber eine lokale Restbelastung, die sich nicht mehr ausbreiten sollte.
Heute ist das Areal als Betriebsbaugebiet ausgewiesen, aber noch nicht überbaut.